# باغ ملا (كوهستان)
باغ ملا (بالفارسية: باغ ملا) هي قرية تقع في إيران في Kuhestan Rural District. يقدر عدد سكانها بـ 101 نسمة بحسب إحصاء 2016.